# Kalvholm, Pargas
Kalvholm är en ö i Finland. Den ligger i Skärgårdshavet och i kommunen Pargas i den ekonomiska regionen  Åboland i landskapet Egentliga Finland, i den sydvästra delen av landet. Ön ligger omkring 19 kilometer söder om Åbo och omkring 140 kilometer väster om Helsingfors.
Öns area är 5 hektar och dess största längd är 330 meter i sydväst-nordöstlig riktning. I omgivningarna runt Kalvholm växer i huvudsak barrskog. Närmaste större samhälle är Åbo, 19,3 km norr om Kalvholm.